# مديرية الطويلة

تعديل مصدري - تعديل

مديرية الطويلة إحدى مديريات محافظة المحويت اليمنية والتي تقع إلى الغرب من العاصمة صنعاء. بلغ عدد سكانها 58862 نسمة عام 2004.

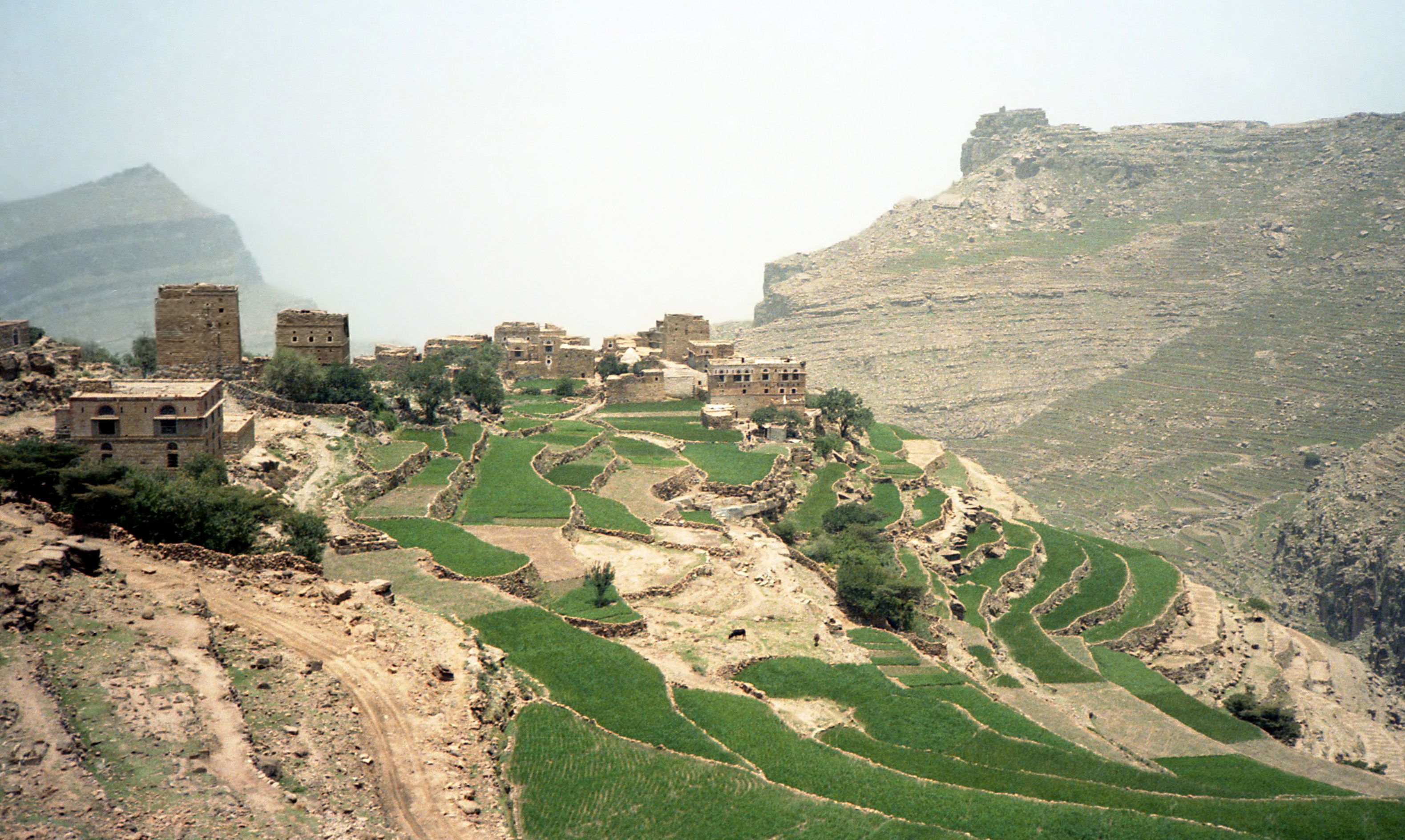
حقول المدرجات بالقرب من مديرية الطويلة بالمحويت

موقع مديرية الطويلة في محافظة المحويت